# Male Žablje
Male Žablje este o localitate din comuna Ajdovščina, Slovenia, cu o populație de 277 de locuitori.